# Lapplandmeise
Die Lapplandmeise (Poecile cinctus, Syn.: Parus cinctus) ist ein Singvogel aus der Familie der Meisen.

## Merkmale
Sie wird etwa 12 bis 13,5 Zentimeter groß. Die Lapplandmeise hat eine graubraune Kopfplatte und einen hellgrauen Rücken. Ihr Schnabel ist schwarz, ebenso wie das Schwanzgefieder und der Kehlbereich. Die Brust und der Bereich unterhalb der Augen dagegen sind weiß. Anders als bei den meisten Meisen wirkt ihre Zeichnung verwaschen und ihr Habitus flaumig. Durch die bräunliche Kopfplatte ist sie leicht von der Sumpfmeise und der Weidenmeise zu unterscheiden. Ihre Stimme ist ähnlich der Weidenmeise, unter anderem ein langgezogenes „dih“, das vier- bis fünfmal wiederholt wird.

## Vorkommen
Die Lapplandmeise bewohnt Nadelwälder, Auwälder und Mischwälder, besonders aber Birkenwälder oder mit Birken gemischte Nadelwälder. Sie bewohnt Nordnorwegen, Schweden und Finnland, die Halbinsel Kola und den nördlichen Teil Russlands bis Alaska.

## Nahrung
Im Sommer ernährt sie sich vor allem von Insekten und Spinnen, im Herbst und Winter zusätzlich von ölhaltigen Samen, vor allem von Nadelbäumen.

## Brutverhalten

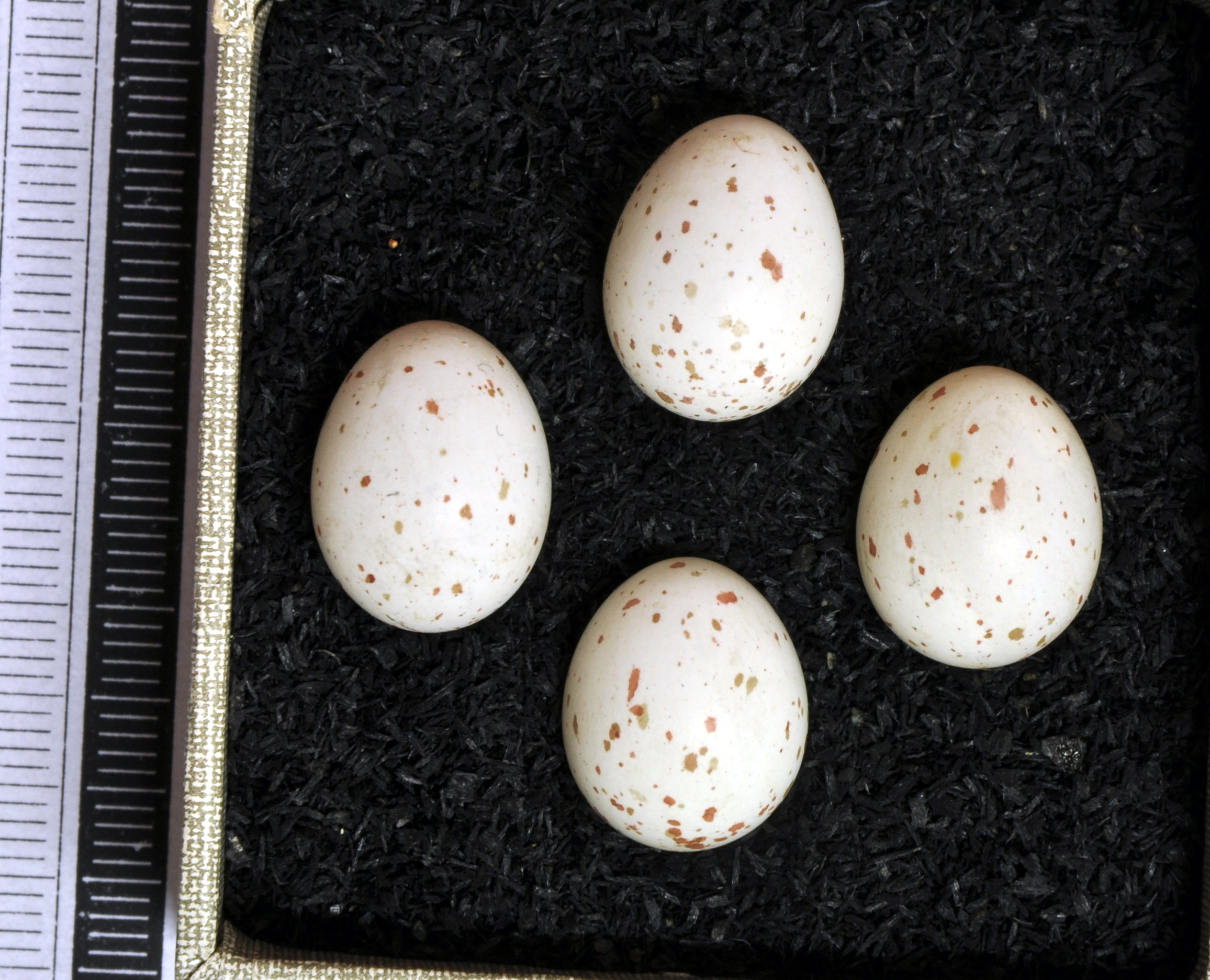
Gelege, Sammlung Museum Wiesbaden

Sie nistet in alten Spechthöhlen oder hergerichteten Höhlen in weichen abgestorbenen Baumstämmen.